# Изяслав Владимирович (князь муромский)
Изясла́в Влади́мирович (1077 или 1078 — 6 сентября 1096 года) — русский князь из династии Рюриковичей. Второй сын Владимира Мономаха и Гиты Уэссекской. Правил в Курске (до 1095) и Муроме (1095—1096). По одной из версий, также некоторое время был смоленским князем.

## Биография
Изяслав был вторым сыном Владимира Всеволодовича и Гиты Уэссекской. Точная дата его рождения неизвестна. Предположительно, он родился в 1077 или 1078 году. Его крёстным отцом был Олег Святославич, двоюродный брат его отца. О ранних годах жизни Изяслава летописи ничего не сообщают. По сведениям В. Н. Татищева, Владимир Всеволодович выделил Изяславу Смоленск, но в 1095 году он отдал его Давыду Святославичу, прежде княжившему в Новгороде, а Изяслава перевёл в Курск. По другой версии, Изяслав сам уступил Смоленск Давыду, поскольку не имел сил удерживать город.
Вскоре после этого Изяслав был втянут в масштабную усобицу между его отцом Владимиром Всеволодовичем и Святополком Изяславичем с одной стороны, и Олегом Святославичем — с другой, которая началась в 1095 году. Ее причиной было длительное противостояние между князьями из-за Чернигова. Городом правил Олег Святославич, несколькими годами ранее захвативший его у Владимира Всеволодовича. Последний стремился вернуть Чернигов себе. Как только Изяслав получил вести о начале войны, он покинул Курск и занял принадлежащий Олегу Муром. Город сдался без сопротивления, а верный Олегу посадник был пленён. В историографии нет однозначного мнения о том, был ли захват Мурома собственной инициативой Изяслава или он действовал по поручению своего отца. В письме Олегу Владимир Всеволодович впоследствии снимал с себя ответственность за действия своего сына, сообщив, что на этот шаг Изяслава подтолкнуло его окружение.
Как следует из этого же письма, в 1096 году Изяслав сыграл свадьбу, но его отец не смог присутствовать на венчании.

Вскоре после начала междоусобицы Олег Святославич был вынужден оставить Чернигов, а затем и Стародуб, и отправился в Смоленск к своему брату Давыду, где стал готовиться к походу на Муром. Однако сначала он попытался мирным путём уговорить Изяслава Владимировича оставить город, на который у него не было никаких прав. Летописцы сохранили текст послания Олега: 
Иди в волость отца своего в Ростов, а это волость отца моего. Хочу, сев здесь, договор заключить с отцом твоим. Он ведь выгнал меня из города отца моего. А ты и здесь что ли не хочешь мне моего же хлеба дать?!
Некоторые историки обратили внимание, что даже негативно настроенный к Олегу летописец подчеркнул его правоту: «И не послушал Изяслав слов этих, надеясь на множество воинов. Олег же надеялся на правду свою, так как прав был в этом Олег, и пошёл к городу с воинами».
Изяслав Владимирович отверг мирные инициативы Олега и начал сбор войск. Как отмечал П. В. Голубовский, медленное движение рати Олега позволило Изяславу собрать значительные силы из городов Северо-Восточной Руси — Ростова, Суздаля и Белоозера. 6 сентября 1096 года войска враждующих князей сошлись в битве на поле близ Мурома. Согласно летописям, атаку начала рать Олега. Вскоре в ожесточенной битве был убит Изяслав Владимирович, после чего его войско бежало частично в Муром, а частично — в близлежащий лес. Муром сдался Олегу без боя. Изяслав был похоронен в Спасо-Преображенском монастыре.
После того как войска Олега были разбиты Мстиславом Владимировичем в битве у Суздаля, тело Изяслава отвезли в Великий Новгород и положили в Софийском соборе.